# Львівський поліграфічний коледж Української академії друкарства
Львівський поліграфічний фаховий коледж УАД — навчальний заклад, розташований на площі Митна 1, у якому готують фахових молодших бакалаврів для поліграфічної галузі.

## Історія коледжу
Історія коледжу розпочалася ще у серпні 1930 року, наказом Комісаріату освіти УРСР і Всеукраїнської Ради народного господарства УРСР, поліграфічне відділення Харківського художньо-поліграфічного технікуму було передано Поліграфічному об'єднанню з метою організації поліграфічного технікуму у м. Харкові.
«За довоєнний період технікум під керівництвом К. О. Охапкіна підготував близько 500 спеціалістів: техніків-технологів складальних процесів, техніків-технологів високого і плоского друку, механіків з ремонту та експлуатації поліграфічного устаткування», — такі короткі відомості записані в історії технікуму, видрукуваній у 1967 році.

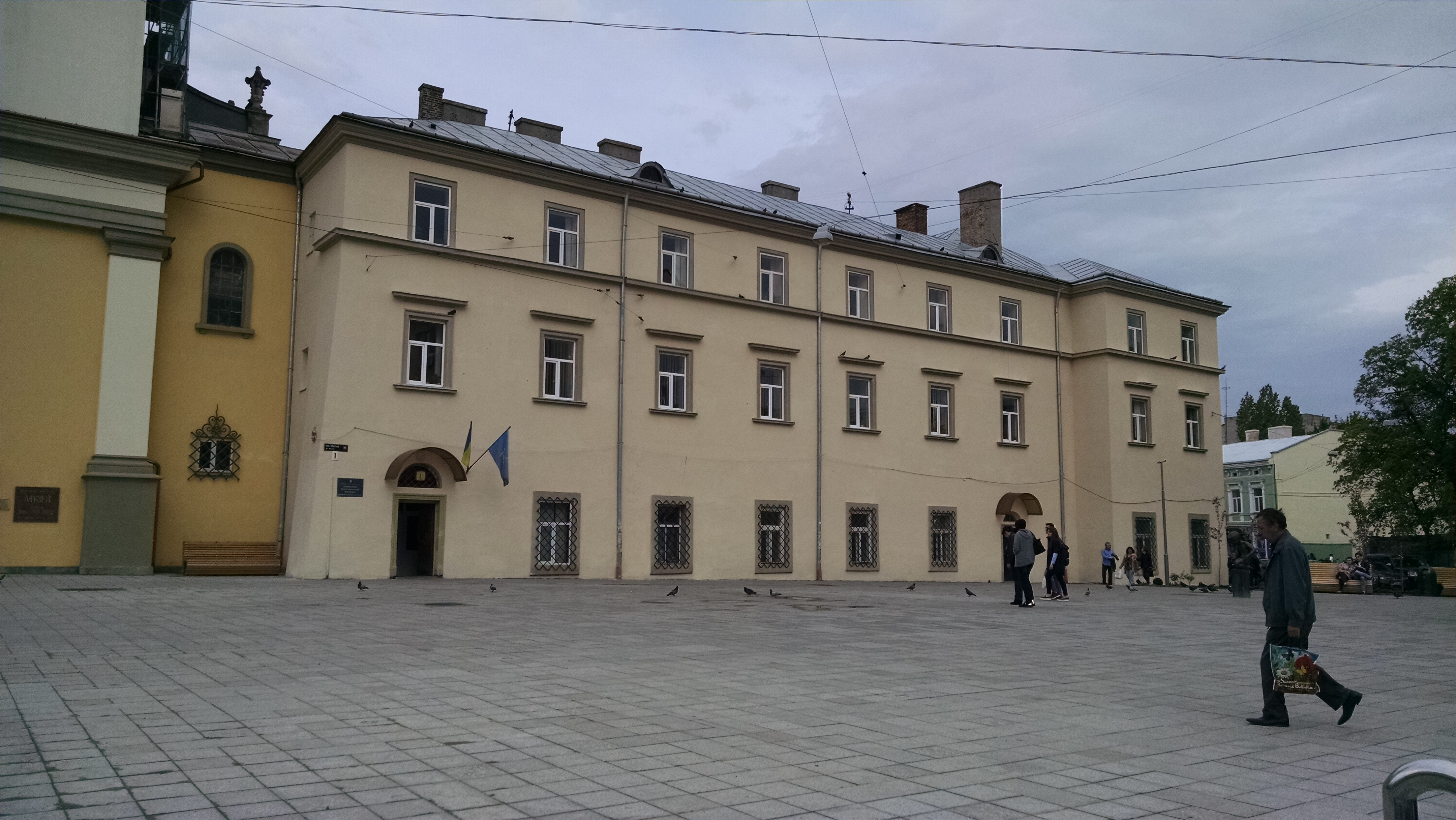
Площа Митна, 1

Під час Другої світової війни навчальний заклад тимчасово припинив свою діяльність і відновив 20 січня 1945 року вже у Львові, де дістав назву Львівський поліграфічний технікум. Очолив його Ф. А. Горайко. Восени цього ж року на навчання було зараховано 66 осіб. Через чотири місяці набрано ще спецгрупу фотоцинкографів.
Протягом двох років технікум не мав власного приміщення, а тому розмістився разом з науково-дослідним інститутом поліграфії на вул. Підвальній, 17. У розпорядженні навчального закладу було лише 6 кімнат, з яких три використовувалися під гуртожиток, а інші служили як аудиторії. Згодом технікум розмістився в одноапсидній будівлі, зведеній Павлом Римлянином у 1607 році.
15 січня 1947 року, згідно з Положенням про середні навчальні заклади СРСР, Міністерством вищої освіти СРСР був затверджений статут Львівського поліграфічного технікуму. З цього часу вся навчально-виховна та методична робота з підготовки спеціалістів проводилась згідно з цим документом.
У 1948 році Управлінням в справах поліграфії та видавництв при Раді Міністрів УРСР директором технікуму був призначений П. Н. Колобов., через рік цю посаду посів М. І. Носов. Попри всі труднощі, у 1949 відбувся перший післявоєнний повноцінний випуск 102-х спеціалістів, а у повоєнні 1945—1950 рр. технікум готував фахівців за такими спеціальностями: технік-технолог: набірного виробництва; друкарського виробництва; палітурно-брошурувального виробництва; фотомеханічного виробництва.
На початку та середині 50-х років пожвавішала діяльність технікуму. З метою забезпечення поліграфічних підприємств кваліфікованими кадрами у 1951 р. організовується навчання без відриву від виробництва. У цей час технікум отримує власну навчально-виробничу базу, де студенти проходять практичне навчання та набувають професійних навичок. З 1948 року в користування технікуму Укрполіграфвидав передав приміщення видавництва «Вільна Україна», що на вул. Радянській, 12, де розмістились навчально-виробничі майстерні з набірною, друкарською, стереотипною, палітурною та фотомеханічною дільницями.
У різний час директорами технікуму працювали П. І. Земляний (1953—1958 рр.) та Ю. М. Мясніков (1958—1969 рр.). Майже 28 років, з 1969 до 1997 року, технікум очолював Г. Г. Козицький — заслужений вчитель України, знаний педагог і вмілий організатор.
У цей період у Львівському поліграфічному технікумі проводили навчання на денній та заочній формі зі спеціальностей: «Поліграфічні машини та устаткування», «Технологія високого друку», «Технологія плоского друку», «Бухгалтерський облік», «Фототехніка», «Технологія брошурувально-палітурного виробництва».
Із серпня 1997 року технікум став структурним підрозділом Української академії друкарства, що дало змогу забезпечити ступеневість навчання, а випускникам — продовжувати навчання і здобувати вищий рівень кваліфікації в академії одразу з II або III курсу, куди вони зараховувалися за результатами співбесіди.
У період з 1998 р. до 2003 р. Поліграфічний технікум УАД очолює Б. В. Дурняк, сьогоднішній ректор УАД. За цей час значно зріс рівень матеріально-технічного забезпечення: придбано та введено в дію сучасну комп'ютерну техніку, комп'ютерні лабораторії, об'єднані в єдину мережу з виходом в Інтернет.
З 2003 р. по 2016 р. коледж очолював М. С. Антоник — керівник нового типу, що умів цінувати надбання минулого і бачити перспективи розвитку, умів об'єднати колектив навколо спільної ідеї та визначити шляхи її реалізації, цінував кожного працівника і студента як особистість. Михайло Стефанович чітко визначав аспекти діяльності коледжу й ставив завдання задля реалізації глобальної мети — створення сучасного навчального поліграфічного закладу європейського рівня. За його керівництва у коледжі відбулися позитивні зміни, зокрема, ліцензовано нові спеціальності; налагоджено міжнародну співпрацю із поліграфічними навчальними закладами з Польщі, Білорусі, Казахстану, Литви тощо. А також було внесено комплекс змін у навчально-виховний процес та осучаснено матеріально-технічну базу.

## Навчальний процес
На навчання до коледжу вступають юнаки та дівчата, які здобули повну загальну середню освіту або базову загальну середню освіту. Вони мають можливість оволодіти фахом за спеціальностями:
- «Комп'ютерна обробка текстової, графічної та образної інформації»
- «Комп'ютерно-інтегровані технології поліграфічного виробництва»
- «Видавнича справа та редагування»
- «Дизайн друкованої продукції»
- «Товарознавство та комерційна діяльність»
- «Бухгалтерський облік»

Львівський поліграфічний коледж є базовим в Україні з розробки державних стандартів для шести спеціальностей, а досвідчені викладачі — авторами-розробниками цих документів.
Сьогодні у коледжі навчається близько 1000 студентів, з них 870 — на денній формі. До їхніх послуг — 30 сучасно обладнаних кабінетів та лабораторій, бібліотека з читальним залом, навчально-виробнича експериментальна друкарня УАД, навчально-механічна майстерня, гуртожиток, 7 комп'ютерних класів, об'єднаних у локальну мережу з виходом в Інтернет. Крім цього, студенти коледжу користуються бібліотечними фондами академії, лабораторні та практичні заняття проводять у навчально-демонстраційному центрі фірми «Гейдельберг», обладнаному в Українській академії друкарства.
Навчальний заклад — активний учасник виставок, конференцій, майстер-класів, де відбувається обмін досвідом щодо підготовки фахівців з вищою освітою у навчальному закладі, проводиться профорієнтаційна робота з випускниками загальноосвітніх шкіл та налагоджуються партнерські стосунки зі спорідненими навчальними закладами України та інших країн.

## Співпраця з підприємствами
Важливим напрямком навчально-виробничої роботи у коледжі є співпраця з поліграфічними підприємствами, видавництвами та торговельними закладами, зокрема, з видавництвом «Вільна Україна», видавничим відділом «Свічадо» тощо.

## Міжнародна співпраця
Львівський поліграфічний коледж Української академії тісно співпрацює з навчальними закладами України та інших країн. Міжнародна співпраця з кожним роком розширюється та вдосконалюється, оскільки інтеграція України в європейський простір спонукає працівників сфери освіти шукати нові методи організації навчально-виховного процесу.
Зокрема, коледж підтримує тісні зв'язки з такими навчальними закладами з підготовки фахівців для видавництв та поліграфії, як Спілка поліграфічно-медійних шкіл ім. З. Клєменсєвіча (м. Краків, Польща), Спілка поліграфічних шкіл ім. Й. Пілсудського (м. Варшава, Польща), Мінський державний професійно-технічний коледж поліграфії ім. В. Хоружей (м. Мінськ, Білорусь), Державний навчальний заклад «Харківський поліграфічний центр професійно-технічної освіти», Міжрегіональне вище професійне училище з поліграфії та інформаційних технологій (м. Дніпро, Україна).
У березні 2016 року підписано Угоду про співпрацю між Львівським поліграфічним коледжем УАД та Алматинським коледжем поліграфії (Республіка Казахстан).
У рамках співпраці відбуваються обміни делегаціями студентів та викладачів з метою вивчення різних сторін діяльності навчальних закладів; проводяться конференції, виставки робіт, конкурси графіки. Зустрічі мають як пізнавальний характер, так і професійно орієнтований.
Коледж є організатором Міжнародної студентської наукової конференції «Поліграфія очима студента», яка охоплює усі напрями галузі: видавничу справу, історію розвитку книгодрукування, дизайн та додрукарську підготовку, сучасні друкарські та післядрукарські технології, економічні та організаційні проблеми планування господарської діяльності підприємств.
Основні напрямки співпраці — це вивчення різних аспектів діяльності навчальних закладів, обмін досвідом у навчально-виховній роботі, ознайомлення з народними традиціями та культурою держав. Адже участь молоді у таких заходах — це шлях до самоствердження, до розширення світогляду і, зрештою, це вивчення нових тенденцій у сфері професійної діяльності, нагода поспілкуватися з ровесниками та колегами.